# Prix littéraire de l'Armée de terre - Erwan Bergot
Le grand prix littéraire de l'Armée de terre - Erwan Bergot récompense depuis 1995 « un ouvrage contemporain de littérature française qui témoigne d'un engagement actif, d'une véritable culture de l'audace au service de la collectivité ». Nommé en mémoire de l'écrivain et ancien parachutiste Erwan Bergot, le prix est accompagné d'une récompense de 6 000 €. Il est décerné durant la première quinzaine de mai lors d'une réception organisée par le SIRPA Terre.
En 2010, à l'occasion du quinzième anniversaire du prix, le lauréat s'est vu remettre en plus une statuette réalisée par le sculpteur Virgil.
Depuis 2011, le jury se réserve le droit de délivrer une mention spéciale pour une œuvre prometteuse qui ne termine pas en tête du prix.

## Liste des lauréats
- 1995 : Hélie Denoix de Saint Marc, Les Champs de braises[5]
- 1996 : Frédéric Pons, Les Français à Sarajevo : les bataillons piégés, 1992 - 1995[6]
- 1997 : Non décerné
- 1998 : Guy Perrier, Pierre Brossolette : le visionnaire de la résistance[7]
- 1999 : Jean-Christophe Rufin, Les Causes perdues[8]
- 2000 : François Bizot, Le Portail
- 2001 : Étienne de Montety, Honoré d'Estienne d'Orves : un héros français
- 2002 : Jean-Marie Selosse, L'Arbre de proie
- 2003 : Pierre Schoendoerffer, L'Aile du Papillon[9]
- 2004 : Anne Nivat, Lendemains de guerre[10]
- 2005 : Pierre Miquel, Austerlitz[11]
- 2006 : Jean Raspail, En canot sur les chemins d'eau du roi : une aventure en Amérique
- 2007 : Jean-François Deniau, L'Oubli, Plon. Roman sur la Guerre d'Indochine
- 2008 : Denis Tillinac, Dictionnaire amoureux de la France[12]
- 2009 : Dominique de La Motte, De l'autre côté de l'eau[13]
- 2010 : Michel Bernard, Le Corps de la France[14]
- 2011 : Guillemette de Sairigné, La Circassienne[15]
- 2012 : Pierre Darcourt, L'Honneur et le sang : les guerriers sacrifiés[16]
- 2013 : Pierre Mari, Les Grands Jours[17]
- 2014 : Andreï Makine, Le Pays du lieutenant Schreiber[18]
- 2015 : Sylvain Tesson, Berezina[19]
- 2016 : Jean-Christophe Notin, Maréchal Juin[20]
- 2017 : Jean-René Van der Plaetsen, La Nostalgie de l'honneur[21]
- 2018 : Nicolas Mingasson, Pilotes de combat[22]
- 2019 : Arnaud de La Grange, Le Huitième Soir[23]
- 2020 : Marc Leroy[24], Espérer pour la France[25]
- 2021 : Nicolas Zeller, Corps et âme[26]
- 2022 : Marie-Laure Buisson, Femmes combattantes : sept héroïnes de notre Histoire[27]
- 2023 : François Broche, Ils n’avaient pas 20 ans : la révolte des jeunes, 1940-1944[28],[29]
- 2024 : François Lecointre, Entre Guerres[30]

## Mention spéciale
- 2011 : Christophe Tran Van Can et Nicolas Mingasson, Journal d'un soldat français en Afghanistan
- 2012 : Joël Dicker, Les Derniers Jours de nos pères
- 2013 : Brice Erbland, Dans les griffes du Tigre
- 2014 : Michel Goya, Sous le feu
- 2015 : Bernard Barrera, Opération Serval
- 2016 : Pierre-Henri Aubry, Le Général Lanrezac
- 2017 : Rémy Porte et François Cochet, Histoire de l'armée française 1914-1918
- 2018 : Patrick Carantino, Zinoview - Cendrars : deux légionnaires dans la Grande Guerre
- 2019 : Non décernée
- 2020 : Anne-Marie Grué-Gélinet, S'accrocher à une étoile
- 2021 : Collectif, La Lune est claire : la légion étrangère au combat, 2008-2018
- 2022 : Collectif, Les Écrivains sous les drapeaux
- 2023 : Non décernée